# Phytomia fronto
Phytomia fronto är en tvåvingeart som först beskrevs av Friedrich Hermann Loew 1858.  Phytomia fronto ingår i släktet Phytomia och familjen blomflugor. Inga underarter finns listade i Catalogue of Life.